# Harry S. Truman-bygningen
Harry S. Truman-bygningen (engelsk: Harry S. Truman Building) er hovedkvarteret for det amerikanske udenrigsministerium. Den er beliggende USA's hovedstad Washington D.C.
38°53′40″N 77°02′54″V / 38.8944°N 77.0484°V